# Горњи Тодорак
Горњи Тодорак или Горњи Тодораћ (грч. Άνω Θεοδωράκι, Ано Теодораки) је насељено место у општини Кукуш у периферији Средишња Македонија, Грчка. Према попису из 2021. године било је 26 становника.
Према бугарском географу и историчару, Василу Канчову, у Горњем Тодораку је 1900. године живело 370 Словена хришћана. Током Другог балканског и Првог светског рата село је настрадало а већина словенског становништва је принудно исељена. Године 1924. преостало словенско становништво је протерано у Бугарску (171 особа) а на њихово место су насељене грчке избегличке породице из Турске. На попису из 1928. године Горњи Тодорак је имао 139 становника.